# 가와노에정
가와노에정(川之江町)은 에히메현 우마군에 설치되었던 정이다. 현재의 시코쿠추오시에 해당한다.